# Victor Perez (golf)
 (novembre 2019).
Si vous disposez d'ouvrages ou d'articles de référence ou si vous connaissez des sites web de qualité traitant du thème abordé ici, merci de compléter l'article en donnant les références utiles à sa vérifiabilité et en les liant à la section « Notes et références ».
Pour les articles homonymes, voir Victor Perez et Perez.
Victor Perez, né le 2 septembre 1992 à Tarbes, est un golfeur professionnel français qui joue sur le circuit européen, fils de Michel Perez, ancien joueur et entraîneur de rugby, et célèbre professeur de sport à l'ENIT.

## Carrière amateur
Perez a fréquenté l'Université du Nouveau-Mexique de 2011 à 2015. Il a représenté la France au trophée Eisenhower de 2014, où il était le deuxième meilleur scoreur individuel derrière Jon Rahm.

## Carrière professionnelle
Perez a terminé deuxième des qualifications du Alps Tour en décembre 2015 pour gagner sa place sur le circuit en 2016. Il a été finaliste à l'Open Frassanelle et a remporté le tournoi Alps Tour de Las Castillas, terminant la saison à la cinquième place de l'Ordre du mérite pour gagner une place au Challenge Tour 2017.
À sa première saison sur le Challenge Tour, Perez a terminé 18ème de l'Ordre du Mérite, juste en dehors du top 15 qui permet d'obtenir sa carte pour le Tour européen. Il a été finaliste au Made in Denmark Challenge et a remporté le Challenge de España.
Lors de sa deuxième saison sur le Challenge Tour, Perez a terminé 3e de l'Ordre du mérite qui lui a valu une place sur le circuit européen 2019. Il a terminé la saison 2018 en remportant l'Open Foshan en playoff face à Robert MacIntyre, puis en terminant 2ème derrière Adrià Arnaus dans la grande finale du Ras Al Khaimah Challenge. Il a également obtenu son premier top 10 du circuit européen en terminant 6ème du Belgian Knockout en mai.
Perez a démarré le circuit européen 2019 en terminant 3ème de la première épreuve de la saison, le Honma Hong Kong Open, disputé en novembre 2018. En septembre 2019, Perez a remporté sa première victoire sur le circuit européen lors du championnat Alfred Dunhill Links.
Il a atteint en 2020 la 41e place  du classement mondial.
En 2020, il participe à son 1er tournoi du Grand chelem, avec une 22e place finale (Championnat de la PGA).
En novembre 2020, il participe à son premier Masters et devient le 3ème français à franchir le Cut lors de sa première participation, puis termine 46e à +1.
Fin mars 2021, il termine 4e au Championnat du monde de match-play, battu en demi-finale par l'Américain Billy Horschel, futur vainqueur de l'épreuve, puis par Matt Kuchar dans le match pour la 3e place ; mais termine meilleur européen du tournoi.
Le 29 mai 2022 il remporte sa deuxième victoire sur le DP World tour au Dutch Open au terme d’un play-off de 4 trous face au Néo-zélandais Ryan Fox.
Le 22 janvier 2023, Victor Perez devient le premier Français à remporter un tournoi Rolex Series avec l’Abu Dhabi Golf Championship.

### Victoires sur le Tour européen (3)
| Place | Date              | Tournoi                           | Score                   | Écart de victoire | Finaliste                                  |
| ----- | ----------------- | --------------------------------- | ----------------------- | ----------------- | ------------------------------------------ |
| 1     | 29 septembre 2019 | Alfred Dunhill Links Championship | −22 (64-68-64-70 = 266) | 1 coup            | Matthew Southgate (en)                     |
| 1     | 29 mai 2022       | Open des Pays-Bas                 | −13 (67-70-69-69 = 275) | 0 (Playoff)       | Ryan Fox (en)                              |
| 1     | 22 janvier 2023   | Abu Dhabi Golf Championship       | −18 (71-65-68-66 = 270) | 1 coup            | Min Woo Lee (en), Sebastian Söderberg (en) |

### Victoires sur le Challenge Tour (2)
| N° | Date             | Tournoi             | Score                   | Écart de victoire | Finaliste            |
| -- | ---------------- | ------------------- | ----------------------- | ----------------- | -------------------- |
| 1  | 1er octobre 2017 | Challenge de España | −24 (67-71-61-65 = 264) | 3 coups           | Jarand Ekeland Arnøy |
| 2  | 21 octobre 2018  | Foshan Open         | −19 (68-65-67-69 = 269) | Éliminatoires     | Robert MacIntyre     |

### Victoire sur l'Alps Tour (1)
- 2016 : Alps de Las Castillas

## Résultats dans les tournois majeurs
| Tournoi          | 2020  | 2021 | 2022 | 2023 | 2024 |
| ---------------- | ----- | ---- | ---- | ---- | ---- |
| Masters          | T46   | CUT  |      |      |      |
| PGA Championship | T22   | CUT  |      | T12  | CUT  |
| US Open          | CUT   | CUT  | CUT  | CUT  | CUT  |
| Open britannique | n/a 1 | CUT  | T34  | T41  | CUT  |

- Victoire
- Top 10
- Non disputé
- CUT : éliminé après les deux premiers tours d'un tournoi
- T : Place partagée

1 Annulé en raison de la pandémie de Covid-19.

## Résultats aux Players Championship
| Tournoi              | 2021 |
| -------------------- | ---- |
| Players Championship | 9    |

- Victoire
- Top 10
- Non disputé
- CUT : éliminé après les deux premiers tours d'un tournoi
- T : Place partagée

1 Annulé en raison de la pandémie de Covid-19.

## Résultats aux Championnats du monde
| Tournoi             | 2019 | 2020 | 2021 | 2022 | 2023 |
| ------------------- | ---- | ---- | ---- | ---- | ---- |
| Mexico Championship |      | T53  | T52  |      |      |
| Match Play          |      | n/a1 | 4    |      |      |
| Invitational        |      | T65  | 61   |      |      |
| HSBC Champions      | T4   | n/a1 |      |      | T31  |

- Victoire
- Top 10
- Non disputé
- CUT : éliminé après les deux premiers tours d'un tournoi
- T : Place partagée

1 Annulé en raison de la pandémie de Covid-19.

## Résultats en amateur

### Victoires
- 2010
  - Grand Prix du Médoc
- 2012
  - Aggie Invitational
  - Grand Prix des Landes-Hossegor
- 2013
  - Grand Prix de Chiberta

### Sélection en équipe amateur
- 2014 : Eisenhower Trophy (en) (représentant la France)